# Gstellihorn (Diablerets)
Gstellihorn är en bergstopp i Schweiz.   Den ligger i distriktet Obersimmental-Saanen och kantonen Bern, i den sydvästra delen av landet. Toppen på Gstellihorn är 2 818 meter över havet. Gstellihorn ingår i Diablerets.
Den högsta punkten i närheten är Mont Brun, 2 924 meter över havet, direkt söder om Gstellihorn.
I omgivningarna runt Gstellihorn förekommer i huvudsak kala bergstoppar och i dalgångarna blandskog.